# قانونگذاری برای دسترسی آزاد به اطلاعات
قانون‌گذاری برای دسترسی آزاد به اطلاعات و نیز قانون آزادی اطلاعات قوانینی را در بر می‌گیرد که دسترسی عمومی به اطلاعات نگهداری شده توسط دولت را تضمین می‌کند. این قوانین فرایند قانونی «حق بر دانستن» را که براساس آن درخواست‌هایی که برای اطلاعات نگهداری شده توسط دولت، داده می‌شود باید رایگان یا با هزینه اندک و با در نظر گرفتن استانداردهای مورد انتظار، برآورده شود را در بر می‌گیرد.
بر اساس قانون آزادی اطلاعات، دولت از قانون‌گذار می‌خواهد که با شرایطی خاص، امکان دسترسی عموم مردم به اسناد، مدارک و گزارش‌ها را فراهم کند.
در دنیای معاصر، آزادی اطلاعات به عنوان لازمه‌ی دموکراسی مشارکتی شناخته شده و به دلیل کارکردهای مفیدش، به اکسیژن دموکراسی موسوم شده است. زیرا اگر مردم ندانند که در جامعه آنها چه میگذرد و اگر اعمال حاکمان و مدیران جامعه از آنها  پنهان باشد در این صورت چگونه خواهند توانست در ادارۀ امور جامعه نقش ایفا کرده و سهم مهمی داشته باشند.

## حق دسترسی به اطلاعات
استدلال‌ها و توجیهات مختلفی برای شناسایی حق دسترسی به اطلاعات و حمایت از آن وجود دارد. در یک دسته‌بندی میتوان انواع دلایل و توجیهات ارائه شده برای حمایت از حق دسترسی به اطلاعات را به سیاسی، حقوقی، اجتماعی، فرهنگی و اقتصادی دسته‌بندی کرد.

### مبانی سیاسی
منظور از مبانی سیاسی، استدلال‌هایی هستند که درباره نقش حق دسترسی به اطلاعات در شکل‌گیری، اعمال، توزیع و گردش قدرت در جامعه ارائه شده‌اند. این مبانی عبارت‌اند از شفافیت، مشارکت عمومی و پاسخگویی.

#### ۱- شفافیت
شفافیت یک اصطلاح سیاسی است که شکل حقوقی نیز به خود گرفته است و مفهوم شفافیت از لایه‌های مختلف و پیچیدهای تشکیل شده است که دسترسی عمومی به اطلاعات موجود در مؤسسات عمومی، یکی از این لایه‌ها و عناصر شفافیت است. تجارب متعدد بشری نشان می‌دهد که اسرارگرایی به دلیل محروم کردن مردم از آگاهی‌های لازم درباره امور جامعه، مشارکت و نظارت آنها در اداره جامعه را تضعیف و چه بسا منتفی میکند، به پیدایش انواع فساد در حکومت و حتی بخش خصوصی منجر می‌شود، نقض حقوق و آزادی‌های اساسی مردم و کتمان این نقض‌ها را به دنبال دارد، پاسخگویی معنادار کارگزاران حکومت را ناممکن ساخته و انواع دیگر مفاسد و ناکارآمدی‌ها را به دنبال دارد که درمجموع، مانع از توسعه کشور می‌شود. از این رو، هر کشوری که قصد حمایت از حقوق و آزادی‌های عمومی را دارد، قصد تصمیم‌گیری‌های دموکراتیک دارد، قصد مبارزه با فساد را دارد، قصد توانمند کردن مردم را دارد و به طور خالصه، قصد توسعه دارد باید با فرهنگ اسرارگرایی مبارزه کند و فرهنگ شفافیت را جایگزین آن کند.

#### ۲- مشارکت عمومی
اطلاع رسانی، پله سوم نردبان مشارکت آرنشتاین است. این مرحله، در بخش مشارکت جزئی قرار می گیرد که به گفته آرنشتاین، رسیدن به پله های بالاتر مشارکت بدون محقق کردن این پله، ممکن نیست.
اهمیت مشارکت برای تحقق توسعه آنچنان زیاد است که از آن به قلب توسعه یاد شده است. نظام بین‌المللی حقوق بشر به طور عام و اسناد مرتبط با حق توسعه به طور خاص، تأکید ویژهای بر تضمین و تحقق حق مشارکت در اتخاذ تصمیم‌ها و مقررات توسط اشخاصی دارند که از آنها متأثر می‌شوند. به موجب اعلامیه حق توسعه ۱۹۸۶ و سایر اسناد مرتبط با توسعه، مشارکت برای توسعه، علاوه بر مردمی بودن، باید فعالانه، آزاد و معنادار نیز باشد. اعلامیه وین ۱۹۹۳ نیز در بندهای مختلف خود بر مشارکت آزادانه و همه‌جانبه مردم در همه جنبه‌های زندگی خود به‌ویژه در تعیین سرنوشت سیاسی، اقتصادی، اجتماعی و فرهنگی خود (بندهای 8 و 34) و مشارکت کامل و برابر زنان در حیات سیاسی، مدنی، اقتصادی و اجتماعی در سطوح ملی، منطقه‌ای و بین‌المللی )بندهای ،۱۸، ۳۶ و ۴۵(، مشارکت کامل و آزاد مردمان بومی در کلیه جنبه‌های فعالیت اجتماعی به ویژه در مسائل واجد اهمیت برای خودشان (بندهای ۲۰ و ۳۱)، مشارکت فعال اشخاص توان‌خواه در کلیه جنبه‌های زندگی اجتماعی (بندهای ۲۲، ۶۳ و ۶۴)، تضمین و تسهیل مشارکت واقعی و مؤثر گروه‌های آسیب‌پذیر، از جمله کارگران مهاجر در روندهای تصمیم‌گیری‌های پیدا کردن راه‌حل برای مشکلات خود (بندهای ۲۴ و ۶۷)، مشارکت افراد فقیر در روند تصمیم‌گیری در اجتماعی که در آن زندگی میکنند (بند ۲۵)، تسهیل مشارکت کامل اقلیت‌ها را در کلیه جنبه‌های زندگی سیاسی، اقتصادی، اجتماعی، مذهبی و فرهنگی و نیز پیشرفت و توسعه اقتصادی کشور خود (بند ۲۷) و حضور و مشارکت بیشتر رسانه‌های گروهی در اطلاع‌رسانی متعهدانه و بی‌طرفانه درباره موضوعات حقوق بشر و بشردوستانه (بند ۳۹) تصریح و تأکید کرده است.
مشارکت عمومی، از یک‌سو، به شناسایی بهتر نیازهای اجتماعی و استفاده از منابع عمومی و طراحی و اجرای سیاست‌ها و برنامه‌های عمومی مناسب و واقع‌بینانه کمک میکند چراکه آگاهی از نیازها و مشکلات و مسائل افراد و گروه‌های مختلف کشور جز با مشارکت آنها میسر نیست. مشارکت جمعیت کشور در شناسایی نیازها موجب میشود که نیازهای مردم در خلأ و در اتاق جلسات و بر اساس تصورات و ذهنیات و حدسیات افراد خاص مشخص نشود. از سوی دیگر، مشارکت با فراهم کردن امکان شنیدن صداها و راه‌حل‌های مختلف جمعیت کشور، به سیاست‌گذاران و تصمیم‌گیران کمک میکند تا در تعیین اولویت‌ها و راه‌حل‌های متناسب برای رفع نیازها و مشکلات توسعه‌ای کشور موفق‌تر عمل کنند. همچنین، سبب میشود که مردم بازیگران اصلی توسعه خود شوند. در نتیجه، نسبت به نتیجه تصمیمات و اقدامات جامعه احساس تعهد و مسئولیت کنند.

#### ۳- پاسخگویی
حق دسترسی مردم به اطلاعات موجود در دستگاه‌های حکومتی مقدمه پاسخگویی است.  اگر فعالیت های حکومت و فرآیند تصمیم‌گیری‌ها از نظارت عمومی پنهان داشته شوند قضاوت آگاهانه و ارزیابی‌های  مردم و رسانه‌ها از آنها دشوار و حتی بی‌ثمر می‌شوند. در درون حکومت‌ها، سازوکارهای متعددی نظیر دادگستری، مجلس و ”مرکز رسیدگی به شکایات مردمی“ وجود دارد که از آنها برای بررسی و کنترل سوءاستفاده از قدرت توسط مجریان حکومت استفاده می‌شود، لیکن برای اینکه این سازوکارها نیز کارآمد باشند، دسترسی آنها به اطلاعات اجتناب‌ناپذیر است. علاوه بر این، آزادی اطلاعات کمک می‌کند که در صورت بروز اشتباهات و خطاها و وقوع جرائم در مؤسسات عمومی، شناسایی مسئول واقعی با سرعت و سهولت انجام شود.

### مبانی حقوقی
مبانی حقوقی حق دسترسی به اطلاعات عبارت‌اند از: آزادی بیان و رسانه‌ها، مالکیت عمومی اطلاعات و خلاف قاعده بودن محرمانگی، برابری و منع تبعیض، حکومت قانون و مبارزه با فساد.

### مبنای اجتماعی
از عدم توانایی برای دسترسی به اطلاعات لازم برای زندگی فردی و اجتماعی و از عدم توانایی فهم و درک اطلاعات قابل‌دسترس، به ” فقر اطلاعاتی“ یاد می‌شود. شخصی که فقر اطلاعاتی دارد در اعمال آزادی بیان، حق بر سلامتی، حق تشکیل خانواده، حق بر آموزش، حق بر کار، حق بر غذا، حق دادخواهی، حق مشارکت در زندگی فرهنگی، حق بر محیط زیست سالم و بسیاری دیگر از حقوق خود ناتوان است. از این‌ رو، آزادی اطلاعات پیوند قوی با همه حقوق و آزادی‌های فردی و اجتماعی دارد. شهروندان نمی‌توانند از این حقوق به نحو مناسب برخوردار شوند و از حقوق مزبور حمایت کنند مگر آنکه از آزادی اطلاعات برخوردار شوند. به همین جهت، باید تصدیق کرد که اطلاعات واقعاً قدرت است و آزادی اطلاعات درصدد است که به افراد جامعه چنان قدرت و توانی اعطا کند که هم خوب بشناسند )قدرت شناخت)، هم خوب تحلیل و بررسی کنند (قدرت قضاوت، تشخیص و تصمیم) و هم خوب از حقوق و امتیازات خود دفاع و حمایت کنند (قدرت دفاع). از این‌ رو، حق دسترسی به اطلاعات از پیش‌شرط‌های تحقق حق تعیین سرنوشت برای خود و به ویژه در زمینه حقوق اقتصادی و اجتماعی و فرهنگی است. 

### مبانی فرهنگی
حق دسترسی به اطلاعات به دو صورت در حوزه فرهنگی نقش اساسی دارد: تعالی فرهنگ عمومی و دسترسی به دانش.

### مبانی اقتصادی
از دیدگاه اقتصادی، اهمیت اطلاعات از دو بعد قابل‌بررسی است: نخست اینکه، از از منظر اقتصاد خرد، اطلاعات با کاهش یا از بین بردن عدم قطعیت و ابهام در زمان تصمیم‌گیری، از تخصیص نادرست منابع جلوگیری کرده و به افراد برای تصمیم‌گیری عقلانی و منطقی کمک می‌کند.  از نتایج تصمیم‌های خود آگاه شوند، سود و زیان آنها را بسنجند و ارزش واقعی آنها را به دست آورند. همچنین، در برخی موارد، ارائه اطلاعات به شهروندان در کاهش هزینه‌های جانبی مانند ”هزینه فرصت ازدست‌رفته“ نقش بسزایی دارد. علاوه بر نکات کلی بالا میتوان گفت که در کشور ما دسترسی به اطلاعات دست‌کم در دو زمینه مهم اقتصادی نقش برجسته دارد: خصوصی‌سازی و سرمایه‌گذاری.

## پیشینه
قانون انتشار و دسترسی آزاد به اطلاعات در ایران در سال ۱۳۸۷ به تصویب مجلس شورای اسلامی و در سال ۱۳۸۸ به تأیید نهایی مجمع تشخیص مصلحت نظام رسید اما تدوین آیین‌نامه اجرایی و ابلاغ آن تا سال ۱۳۹۴ طول کشید.
براساس این قانون هر فرد ایرانی می‌تواند به همه اطلاعات طبقه‌بندی نشده دسترسی داشته باشد.
زمینه اجرایی این قانون پس از تصویب در دولت به در کمیسیونی به ریاست وزیر فرهنگ و ارشاد اسلامی سپرده شده‌است. آیین‌نامه اجرایی فوق روی وب سایت روزنامه رسمی قابل دسترسی است. کمیسیون تشکیل شده بر حسن اجرای این قانون نظارت می‌کند و با رفع اختلافات در صدد ایجاد وحدت رویه برای اجرایی شدن این قانون است.
حسن روحانی در جلسه هیئت دولت گفت دسترسی آزاد به اطلاعات جزو حقوق شهروندی، از لوازم مردم‌سالاری و مانع فساد و شایعه است. او همچنین گفت: مردم در یک نظام مردمسالار باید بتوانند از عملکرد همه امور دستگاه‌های دولتی که از بیت‌المال استفاده می‌کنند، مطلع شوند. ضمن اینکه این دسترسی آزاد به اطلاعات، جزو حقوق شهروندی و یک روش مبارزه با فساد است.
متن کامل قانون انتشار و دسترسی آزاد به اطلاعات در قالب PDF از وب‌سایت وزارت فرهنگ و ارشاد اسلامی قابل دریافت است.
وزارت راه و شهرسازی به عنوان اولین سازمان دولتی ایران اقدام به پیاده‌سازی خدمت دسترسی آزاد به اطلاعات در سامانه شهراه خود نموده‌است. در این سامانه شهروندان می‌توانند اطلاعات مورد نظر خود را درخواست و دریافت نمایند. ادارت، سازمان‌ها، شرکت‌ها و معاونت‌های زیرمجموعه ۱۰ روز کاری مهلت دارند اطلاعات مورد نظر شهروندان را ارائه بدهند.

## در دیگر کشورها
قانون دسترسی آزاد به اطلاعات در اغلب کشورهای دنیا به ویژه جهان آزاد تصویب و اجرایی شده‌است. 
در ایالات متحده آمریکا این قانون به Freedom of Information laws یا به اختصار foia یا FOI laws نامیده می‌شود و در سال ۱۹۶۶ تصویب شده‌است.

### دانمارک
در دانمارک حق دسترسی به اطلاعات دولتی، نخستین‌بار در سال ۱۸۶۵ و در یک رأی قضایی شناسایی شد. در سال ۱۹۷۰ اولین قانون آزادی اطلاعات با عنوان ”قانون دسترسی به اطلاعات اداری“ تصویب شد. این قانون در ۱۹ دسامبر ۱۹۸۵ با قانون دیگری که تحت همان عنوان تصویب شد اصلاح گردید. قانون اخیر، اکنون قانون لازم‌الاجرای این کشور در زمینة دسترسی به اطلاعات دولتی است. کلیه مؤسسات عمومی (مرکزی، محلی، هیئت‌های مستقل و واحدهایی که وضعیت اداری خاص دارند، نظیر بانک ملی دانمارک، رادیو دانمارک و تلویزیون شماره ۲ دانمارک) مشمول قانون فوق هستند. اما پارلمان دانمارک، دادگاه‌ها و مؤسسات خصوصی از شمول این قانون، استثناء شده‌اند. 
پارلمان دانمارک علاوه بر قواعد و آئین کار داخلی، قواعدی در زمینة دسترسی همگانی به اسناد و مدارک آن دارد که در سوم آوریل ۱۹۹۱ در کمیته آئین‌نامه داخلی مجلس تصویب شده است. مطابق با قواعد دسترسی به اسناد و مدارک و پایگاه‌های اطلاعاتی کمیته‌های پارلمان، اسناد و مدارک منتشرنشده پارلمان تا سال ۱۹۶۹ یعنی روز لازم‌الاجرا شدن قانون شفافیت و پس از آن، در مورد مقوله‌های زیر قابل دسترس هستند:
1. سؤالات کمیته‌های مجلس از وزیران و پاسخ‌های وزیران.
2. سؤالات از سازمان‌ها، انجمن‌ها و غیره و توضیحاتی که وزرا در این باره داده‌اند.
3. یادداشت‌هایی که توسط وزرا به صورت مکتوب یا غیرمکتوب به درخواست کمیته ها یا به ابتکار وزرا به برخی کمیته ها ارسال شده است. یادداشت در مفهوم وسیع کلمه در نظر گرفته میشود و شامل خالصه فعالیت ها و توضیحات وزرا نیز می شود. کمیته های امور مالی، آئین نامه داخلی پارلمان، تأیید استوارنامه‌ها و تابعیت از شمول این قانون مستثنا هستند.

جلسات کمیته‌های پارلمان، اصولا محرمانه هستند و هیچ‌گونه گزارشی درباره جلسات کمیته‌های پارلمان، اصول رسیدگی‌های آنها تنظیم نمی‌شود. ماهیت رسیدگی‌ها نیز نباید در یک جلسه علنی یا به مطبوعات افشا شود. اظهاراتی که وزرا در مشورت با کمیته‌ها بیان کرده‌اند نیز محرمانه تلقی می‌شود. با وجود این، اعضای هر کمیته میتوانند اظهارنظرهای شخصی خود را به مطبوعات یا به گروه‌های سیاسی مربوط به خود بگویند.
اصلی‌ترین مقرره قانون شفافیت در مادۀ ۴ آن پیش‌بینی شده است که طبق آن هرکسی مطابق با استثناهای مقرر در مواد بعدی قانون میتواند درخواست کند که از محتوای اسناد و مدارکی که به وسیله مراجع اداری به عنوان بخشی از آئین اداری و در راستای انجام وظیفه دریافت یا تنظیم شده، مطلع شود. 
اطلاعات زیر غیرقابل‌ دسترس هستند:
1. مطالب داخلی مربوط به یک امر پیش از تصویب نهایی؛
2. سوابق، اسناد و صورت جلسات شورای کشور؛
3. ارتباط میان مقامات و کارشناسان خارجی برای استفاده در رسیدگی‌های دادگاه‌ها یا رایزنی درباره شیوه‌های حقوقی ممکن؛
4. مطالب جمع‌آوری‌شده برای آمار عمومی یا تحقیقات علمی؛
5. اطلاعات راجع به زندگی خصوصی یک فرد؛
6. پیش‌نویس لوایح پیش از آنکه در مجلس طرح شوند؛
7. اسناد راجع به طرح‌ها یا فرایندهای فنی حائز اهمیت زیاد؛
8. اسرار دولتی؛
9. مکالمات و مکاتبات یک مرجع با یک کارشناس یا مشاور جهت استفاده در دعاوی حقوقی یا ارزیابی میزان موفقیت یک دعوا؛
10. درصورتی که اسناد تقاضا شده متضمن اطلاعات بسیار مهم راجع به امنیت کشور و دفاع از قلمرو آن، حمایت از سیاست خارجی، اجرای قانون، اخذ مالیات و منافع مالیه عمومی باشند.

### کانادا
مقاله اصلی: Freedom of information in Canada
در کانادا، قانون دسترسی به اطلاعات (Access to Information Act) به شهروندان این امکان را می دهد که سوابق خود را از نهادهای فدرال مطالبه کنند. این قانون در سال ۱۹۸۳، تحت دولت پیر ترودو، به اجرا درآمد و به کانادایی‌ها اجازه داد تا اطلاعات را از پرونده‌های دولتی بازیابی کنند، مشخص کنند به چه اطلاعاتی می‌توان دسترسی داشت، و زمان‌بندی‌هایی را برای پاسخ اجباری تعیین کرد.
همچنین یک قانون تکمیلی”حریم خصوصی“ وجود دارد که در سال ۱۹۸۳ معرفی شد. هدف از قانون حفظ حریم خصوصی گسترش قوانین فعلی کانادا است که از حریم خصوصی افراد در رابطه با اطلاعات شخصی مربوط به آنها که توسط یک موسسه دولتی فدرال نگهداری می شود محافظت می کند و به افراد ارائه می‌دهد. با حق دسترسی به آن اطلاعات این یک Crown copyright است. ممکن است شکایات مربوط به نقض احتمالی این قانون به”کمیسیونر حریم خصوصی کانادا“ (Privacy Commissioner of Canada) گزارش شود. 
قوانین دسترسی به اطلاعات کانادا بین دسترسی به سوابق به طور کلی و دسترسی به سوابقی که حاوی اطلاعات شخصی در مورد شخص درخواست کننده است، تمایز قائل می شود. مشروط بر استثنائات، افراد حق دسترسی به سوابقی که حاوی اطلاعات شخصی خودشان است بر اساس قانون حفظ حریم خصوصی دارند، اما عموم مردم حق دسترسی به سوابقی که حاوی اطلاعات شخصی در مورد دیگران است، تحت قانون دسترسی به اطلاعات را ندارند. هر استان و منطقه در کانادا قوانین دسترسی خاص خود را به اطلاعات دارد. در بسیاری از موارد، این قانون حفظ حریم خصوصی بخش عمومی استانی نیز هست. مثلا:
- قانون آزادی اطلاعات و حفاظت از حریم خصوصی (آلبرتا)
- قانون آزادی اطلاعات و حفاظت از حریم خصوصی (مانیتوبا)
- دسترسی به اطلاعات و قانون حفاظت از حریم خصوصی (نیوفاندلند و لابرادور)
- قانون آزادی اطلاعات و حفاظت از حریم خصوصی (نوا اسکوشیا)
- قانون آزادی اطلاعات و حفاظت از حریم خصوصی (انتاریو)
- قانون آزادی اطلاعات و حفاظت از حریم خصوصی (ساسکاچوان)
- قانون احترام به دسترسی به اسنادی که توسط نهادهای عمومی نگهداری می شود و حفاظت از اطلاعات شخصی (کبک)

از سال ۱۹۸۹ تا ۲۰۰۸، درخواست های ارائه شده به دولت فدرال در سیستم هماهنگی دسترسی به درخواست اطلاعات فهرست بندی می شد.
یک گزارش ۳۹۳ صفحه ای که در سپتامبر ۲۰۰۸ منتشر شد، با حمایت چند گروه روزنامه کانادایی، قانون دسترسی به اطلاعات کانادا را با قوانین FOI استان ها و ۶۸ کشور دیگر مقایسه می کند.
در سال ۲۰۰۹، مجله The Walrus تاریخچه مفصلی از FOI در کانادا منتشر کرد.

### هند
مقاله اصلی: Right to Information (India)
در هند قانون حق اطلاعات (RTI) در ۱۱ مه ۲۰۰۵ توسط پارلمان تصویب شد و در ۱۵ ژوئن ۲۰۰۵ در روزنامه هند منتشر شد. این قانون در ۱۲ اکتبر ۲۰۰۵ به اجرا درآمد و جایگزین آزادی اطلاعات سابق در سال ۲۰۰۲ شد. دادگاه عالی هند، در چندین حکم قبل از تصویب هر دو قانون، قانون اساسی هند را به گونه ای تفسیر کرده بود که حق دسترسی به اطلاعات را به عنوان حق اساسی که در حق آزادی بیان و بیان و همچنین در حق زندگی گنجانده شده است، تفسیر کرده بود. قانون RTI روشی را برای تضمین این حق تعیین کرد. طبق این قانون، همه ارگان های دولتی یا سازمان های دولتی باید یک افسر اطلاعات عمومی (PIO) را تعیین کنند. مسئولیت PIO این است که اطمینان حاصل کند که اطلاعات درخواستی ظرف ۳۰ روز یا ظرف ۴۸ ساعت در صورت دریافت اطلاعات مربوط به زندگی یا آزادی یک شخص به درخواست کننده فاش می شود. این قانون از قوانین قبلی ایالت های منتخب (از جمله تامیل نادو (۱۹۹۷)، گوا (۱۹۹۷)، راجستان (۲۰۰۰)، کارناتاکا (۲۰۰۰)، دهلی (۲۰۰۱)، ماهاراشترا (۲۰۰۲) و ... ) الهام گرفته شده است. این قانون حق کسب اطلاعات (به درجات مختلف) را به شهروندان در مورد فعالیت های هر ارگان دولتی ایالتی می داد.